# Кшивка (Вармінсько-Мазурське воєводство)
Кшивка (пол. Krzywka, нім. Niedereichen) — село в Польщі, у гміні Кіселиці Ілавського повіту Вармінсько-Мазурського воєводства.
Населення — 130 осіб (2011).
У 1975-1998 роках село належало до Ельблонзького воєводства.

## Демографія
Демографічна структура станом на 31 березня 2011 року:
|          | Загалом | Допрацездатний вік | Працездатний вік | Постпрацездатний вік |
| -------- | ------- | ------------------ | ---------------- | -------------------- |
| Чоловіки | 73      | 16                 | 51               | 6                    |
| Жінки    | 57      | 11                 | 32               | 14                   |
| Разом    | 130     | 27                 | 83               | 20                   |